# حاتم غولة
حاتم غولة المولود في 7 يونيو 1973 رياضي تونسي مختص في رياضة المشي. يبلغ طوله 1,78 متر ووزنه 70 كغ. يحمل الرقم القياسي الإفريقي في مسافتي 20 كم و 50 كم.
تحصل على المركز السابع في عام 1997 في بطولة الاتحاد العالمي لجمعيات ألعاب القوى العالمية في أثينا. احتل المركز 36 في مسافة 20 كم في ألعاب سيدني 2000 ثم تقدم للمركز 11 في ألعاب أثينا 2004.
تحصل في بطولة العالم بهلسنكي 2005 على المرتبة الخامسة.
أحرز الميدالية البرنزية في بطولة العالم بأوساكا سنة 2007.

## وصلات خارجية
- حاتم غولة على موقع الاتحاد الدولي لألعاب القوى (الإنجليزية)
- حاتم غولة على موقع اللجنة الأولمبية الدولية (الإنجليزية)
- حاتم غولة على موقع أوليمبيديا (الإنجليزية)